# Feldflieger-Abteilung 24
Feldflieger-Abteilung Nr. 24 – FFA 24 jednostka obserwacyjna i rozpoznawcza lotnictwa niemieckiego Luftstreitkräfte z początkowego okresu I wojny światowej.

## Informacje ogólne
W momencie wybuchu I wojny światowej z dniem 1 sierpnia 1914 roku została utworzona we Fliegerersatz Abteilung Nr. 6 i weszła w skład większej jednostki 3 Kompanii Batalionu Lotniczego Nr 1 w Großenhain. Jednostka została przydzielona do AK III.
31 grudnia 1916 roku jednostka została przeformowana i zmieniona we Fliegerabteilung 264 (Artillerie) – (FA A 264).
W jednostce służyli m.in. Leopold Anslinger, Hans-Eberhardt Gandert późniejszy dowódca Jagdstaffel 51. W jednostce służył także Richard Dietrich, późniejszy współwłaściciel zakładów lotniczych Dietrich-Gobiet Flugzeugbau.

## Dowódcy eskadry
| Stopień | Nazwisko             | Okres           |
| ------- | -------------------- | --------------- |
| Kapitan | Horst von Minckwitz  | sierpień 1914 – |
|         | Meinhard Rosenmüller |                 |